# Суперкубок России по мини-футболу
Суперкубок России по мини-футболу — возобновлённое в 2016, а затем в 2022 году соревнование, посредством одного матча определявшее сильнейшую команду среди чемпиона России и обладателя Кубка России. Первые два раза разыгрывался в 2001 и 2003 году, и оба раза победу одерживали обладатели Кубка: «ГКИ-Газпром» в первом розыгрыше и «Спартак» по втором. Третий розыгрыш 6 августа 2016 года принёс победу действующему чемпиону - подмосковному «Динамо».

## Победители
| Розыгрыш | Год  | Место           | Победитель                               | Счёт        | Проигравший                              |
| -------- | ---- | --------------- | ---------------------------------------- | ----------- | ---------------------------------------- |
| I        | 2001 | Новый Уренгой   | ГКИ-Газпром (Москва) (Обладатель Кубка)  | 3:2         | Спартак (Москва) (Чемпион России)        |
| II       | 2003 | Москва          | Спартак (Москва) (Обладатель Кубка)      | 4:3         | Динамо (Москва) (Чемпион России)         |
| III      | 2016 | Щёлково         | Динамо (Москва) (Чемпион России)         | 5:2         | Газпром-Югра (Югорск) (Обладатель Кубка) |
| IV       | 2022 | Югорск          | Газпром-Югра (Югорск) (Чемпион России)   | 3:2         | Синара (Екатеринбург) (Обладатель Кубка) |
| V        | 2023 | Санкт-Петербург | Синара (Екатеринбург) (Обладатель Кубка) | 3:2 (д. в.) | КПРФ (Москва) (Чемпион России)           |

### Формат Финала четырёх
| Розыгрыш | Год  | Место  | 1 место                                | 2 место                                         | 3 место                                | 4 место                                                                |
| -------- | ---- | ------ | -------------------------------------- | ----------------------------------------------- | -------------------------------------- | ---------------------------------------------------------------------- |
| VI       | 2024 | Москва | Газпром-Югра (Югорск) (Чемпион России) | Норильский никель (Норильск) (Обладатель Кубка) | Тюмень (Тюмень) (3 место в чемпионате) | Ухта (Ухта) (Обладатель Кубка Лиги, победитель регулярного чемпионата) |

### Возврат к единственному матчу
| Розыгрыш | Год  | Место | Победитель                   | Счёт        | Проигравший                      |
| -------- | ---- | ----- | ---------------------------- | ----------- | -------------------------------- |
| VII      | 2025 | Тула  | Ухта (Ухта) (Чемпион России) | 5:4 (д. в.) | КПРФ (Москва) (Обладатель Кубка) |